# Matteo Mammini
Matteo Mammini (né le 8 octobre 1989 à Lucques, en Toscane) est un coureur cycliste italien. 

## Biographie
En 2007, Matteo Mammini remporte le Giro di Basilicata.
Il devient en 2010 champion d'Italie du contre-la-montre espoirs. 
À la fin de la saison, il est sélectionné pour participer au championnat du monde dans la catégorie espoirs (moins de 23 ans) à Melbourne, en Australie. Il prend la sixième place de l'épreuve contre-la-montre.

## Palmarès
- 2007
  - Classement général du Giro di Basilicata
- 2009
  - 2e du Mémorial Davide Fardelli
  - 3e du Trophée Antonietto Rancilio
  - 3e du Giro delle Due Province
- 2010
  -  Champion d'Italie du contre-la-montre espoirs
  - Coppa Penna
  - 3e de Parme-La Spezia
  - 6e du championnat du monde du contre-la-montre espoirs
- 2011
  -  Champion d'Italie du contre-la-montre espoirs
  - Florence-Empoli
  - Bracciale del Cronoman
  - Trofeo Mario Marchina
  - 2e de la Coppa Penna
- 2012
  - 2e du Trofeo Bruno e Carla Cadirola
  - 3e du Trophée de la ville de Castelfidardo
  - 3e du Grand Prix Colli Rovescalesi

## Classements mondiaux
| Année            | 2008 | 2009 | 2010 | 2011 | 2012 |
| ---------------- | ---- | ---- | ---- | ---- | ---- |
| UCI Europe Tour  | 903e | 393e | 720e | 965e | 885e |
| UCI Oceania Tour |      |      | 63e  |      |      |